# やさしい関係
『やさしい関係』（やさしいかんけい）は、NHKの「ドラマ新銀河」で1995年12月11日から12月14日まで放送されたテレビドラマ。1話完結の朗読ドラマ、全4話。

## キャスト
- イッセー尾形
- 木内みどり

## スタッフ
- 原作 - 阿刀田高[1]
- 構成 - 金谷祐子[1]
- 制作統括 - 渡辺丈太[1]
- 演出 - 永野昭[1]
- 美術 - 竹内光鷹[1]
- 技術 - 重永明義[1]
- 音響効果 - 上田光生[1]
- 制作 - NHK

## サブタイトル
- 1話 - 寛美
- 2話 - 夫佐子
- 3話 - 勝子
- 4話 - 最終回幸恵